# IC 5084
IC 5084 ist eine Balken-Spiralgalaxie vom Hubble-Typ SBb im Sternbild Pfau am Südsternhimmel. Sie ist schätzungsweise 137 Millionen Lichtjahre von der Milchstraße entfernt und hat einen Durchmesser von etwa 65.000 Lichtjahren. Gemeinsam mit NGC 7020, IC 5096, IC 5092, PGC 66319 und PGC 66376 bildet sie die IC 5096-Gruppe oder LGG 443.
Im selben Himmelsareal befindet sich u. a. die Galaxie NGC 7020.
Die Typ-Ib-Supernova SN 2005br wurde hier beobachtet.
Das Objekt wurde im Jahr 1899 vom US-amerikanischen Astronomen DeLisle Stewart entdeckt.